# گورستان کوه پیر قنبر
قبرستان کوه پیر قنبر مربوط به دوره اشکانیان - دوره ساسانیان است و در شهرستان خرم بید، بخش مشهد مرغاب، دهستان شهیدآباد، ۱/۵ کیلومتری غرب دشت احمد بیگی، بر ارتفاعات کوه پیر قنبر واقع شده و این اثر در تاریخ ۲۶ اسفند ۱۳۸۶ با شمارهٔ ثبت ۲۱۸۶۳ به‌عنوان یکی از آثار ملی ایران به ثبت رسیده است.